# Dimma (roman)
Dimma (spanska: Niebla) är en roman av den spanske författaren Miguel de Unamuno, skriven 1907 och utgiven 1914. Den handlar om en ung och välbeställd man som genomgår en filosofiskt uppslitande förälskelse, som kulminerar med att huvudpersonen blir självmedveten och får reda på att han är en romanfigur. Unamuno betecknade boken som en "nivoll" ("nivola"), ett ord han uppfann för att avskilja sig från den realistiska romanen som var förhärskande i Spanien. Unamuno var en flitig läsare och Dimma har lånat drag från en rad andra författare, bland annat Miguel Cervantes och George Bernard Shaw. Den mest betydelsefulla influensen är Søren Kierkegaards roman Förförarens dagbok, som ingår i verket Antingen-eller. Dimma gavs ut på svenska 1928 i översättning av Allan Vougt.
Greppet med en självmedveten huvudperson har föranlett jämförelser med den italienske författaren Luigi Pirandello, som senare förknippades med den typen av berättande. Gimmicken och bokens övriga teman har också lett till jämförelser med existentialismen, en filosofisk och skönlitterär rörelse som uppstod i mitten av 1900-talet.